# Équipe du pays de Galles de rugby à XV des moins de 20 ans
L'équipe du pays de Galles des moins de 20 ans est constituée par une sélection des meilleurs joueurs gallois de rugby à XV de moins de 20 ans, sous l'égide de la fédération galloise de rugby à XV.

## Histoire
L'équipe du pays de Galles des moins de 20 ans est créée en 2008, remplaçant les équipes du pays de Galles des moins de 21 ans et des moins de 19 ans à la suite de la décision de l'IRB en 2007 de restructurer les compétitions internationales junior. Elle participe chaque année au Tournoi des Six Nations des moins de 20 ans et au Championnat du monde junior.
Elle remporte son premier titre en s'imposant dans le Tournoi 2016, tout en réalisant le Grand Chelem.
En juillet 2022, le pays de Galles termine finaliste des Six Nations Summer Series, compétition organisée en raison de la non tenue du Championnat du monde junior, en étant défait 47 à 27 contre l'Afrique du Sud en finale.

## Palmarès
- Championnat du monde junior de rugby à XV :
  - Finaliste : 2013[4].
- Tournoi des Six Nations des moins de 20 ans :
  - Vainqueur : 2016 (Grand Chelem)[2].
- Six Nations Summer Series :
  - Finaliste : 2022.

## Personnalités

### Entraîneurs
L'ancien international gallois Byron Hayward est promu pour la saison 2014 à la tête de l’équipe nationale des moins de 20 ans.
- ????-2013 : Danny Wilson (en)[4]
- 2014-2023 : Byron Hayward (en)[4]
- 2023 : Mark Jones[5]
- 2024- : Richard Whiffin[6]